# Téléphérique du mont Faron
Le téléphérique du mont Faron est un téléphérique permettant d’accéder au mont Faron, sommet surplombant la ville de Toulon, dans le Var (France).

## Historique
Le téléphérique est construit en 1958 par Heckel mais se voit inauguré en juillet 1959.

## Téléphérique urbain ou touristique
Le téléphérique toulonnais n'est pas considéré comme un téléphérique urbain dans le sens où il ne dessert pas des quartiers densément peuplés. En effet, malgré le fait que la gare inférieure se situe dans un secteur urbanisé, la gare supérieure sur le plateau du Faron ne dessert que des lieux touristiques (restaurant panoramique, mémorial du débarquement en Provence, zoo du Faron ou points de vue sur la ville).
Il dispose, comme beaucoup de remontées mécaniques, d'une fréquence digne d'une ligne de bus à forte capacité (une cabine toutes les 10 minutes), mais c'est plutôt un téléphérique de montagne, permettant de gagner le sommet du mont Faron.

## Informations techniques
Le téléphérique mesure 1437 m et a un dénivelé de 378 m. Il possède cinq pylônes et sa portée maximum est 685 m entre les pylônes 4 et 5. La pente maximale est de 45 %. Le débit de l'appareil est de 150 personnes/heure et le temps de montée est de six minutes. Il est équipé de deux cabines qui circulent en va-et-vient.

## Accès

### Route
Le téléphérique de Toulon dispose d'un petit parking relais à quelques mètres plus bas de la gare inférieure.

### Transports en commun
La gare inférieure est accessible par la ligne 40 du Réseau Mistral.

## Le futur du téléphérique à Toulon
Dans le dernier appel à projets TCSP lancé par le gouvernement en 2013, Toulon a obtenu une aide financière concernant son téléphérique. Les rumeurs les plus folles ont couru sur ce sujet avant que le responsable transports à l'agglomération TPM (Y. Chenevard) précise que cet argent ira à la rénovation de l'actuel téléphérique.
Cependant, dans son programme de 2008, H. Falco avait précisé qu'un jour le téléphérique dépasserait sa base actuelle pour s'agrandir vers le centre-ville, voire le quartier très fréquenté du Mourillon.
À ce jour, aucune nouvelle concernant ce projet qui semble avoir été plus une promesse électorale qu'un réel projet.
De nouvelles cabines ont été mises en exploitation à partir du 11 février 2017.